# Friedrich Luft

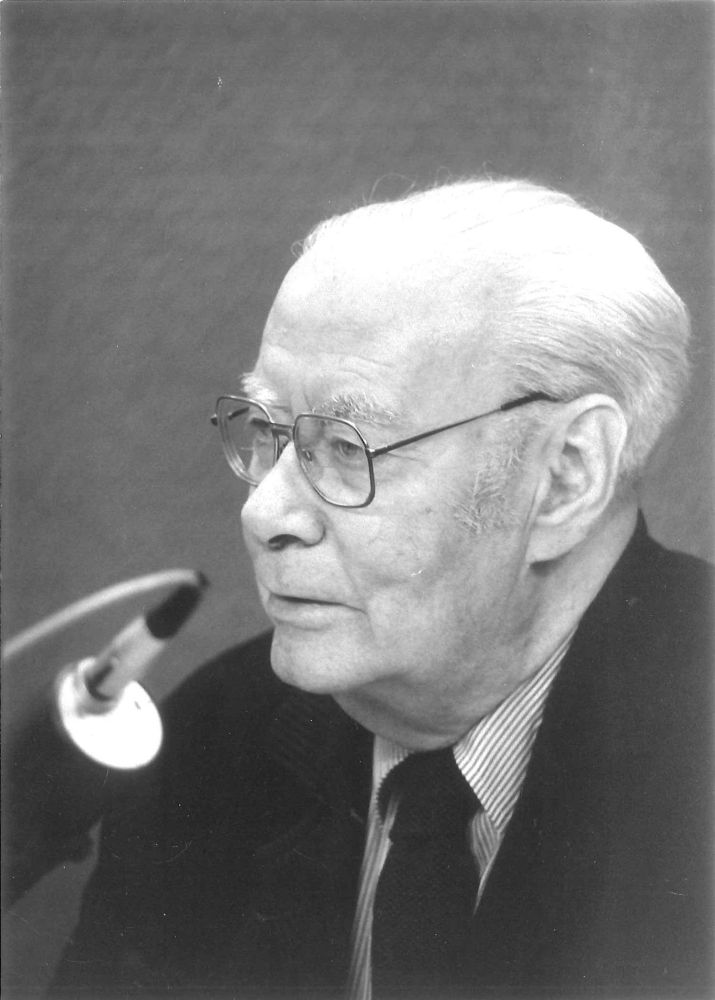
Friedrich Luft, Ende der 1980er Jahre

Friedrich Luft (* 24. August 1911 in Friedenau; † 24. Dezember 1990 in Berlin) war ein deutscher Feuilletonist und Theaterkritiker.

## Leben

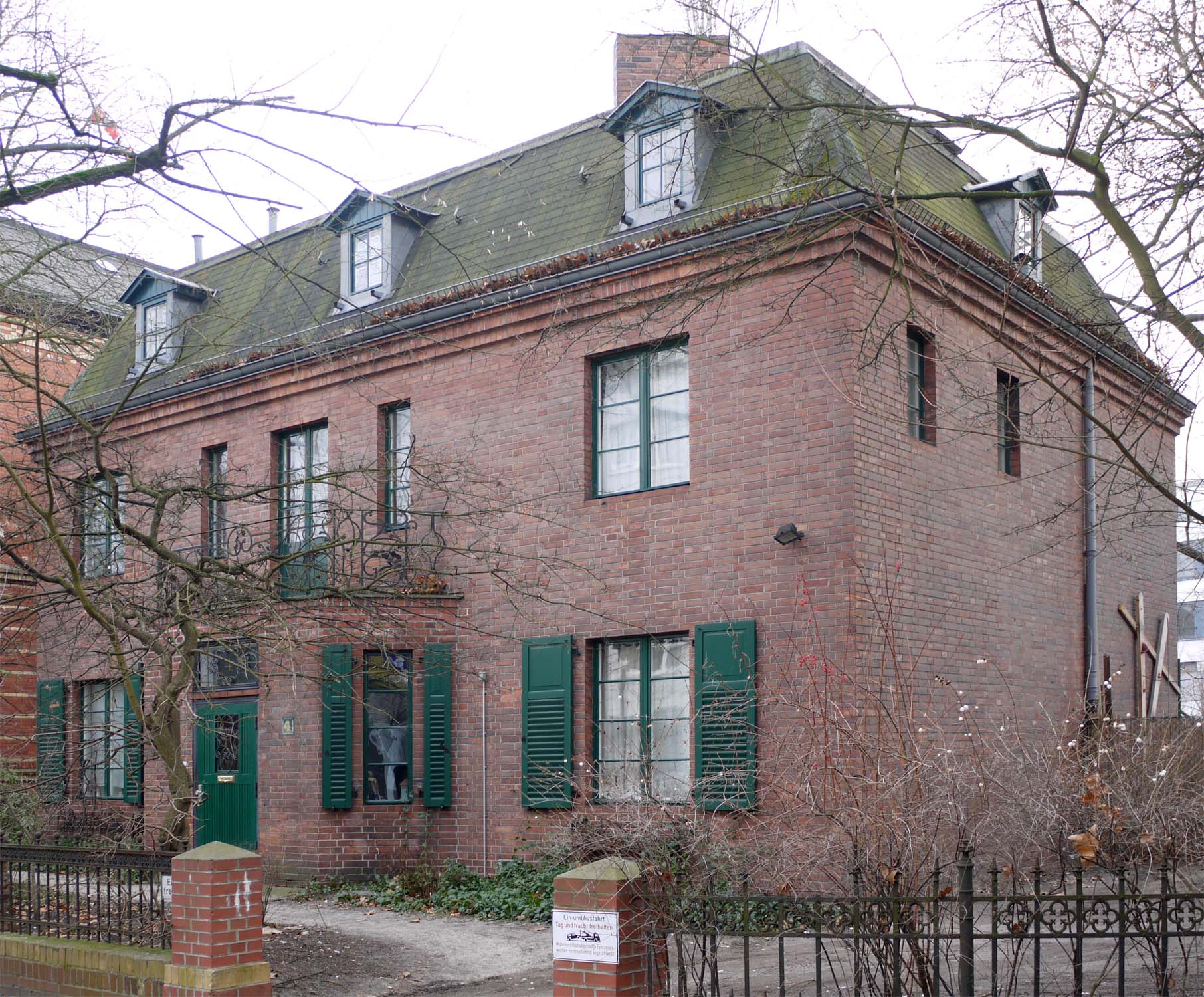
Wohnhaus von Friedrich Luft in der Maienstraße 4 in Berlin-Schöneberg

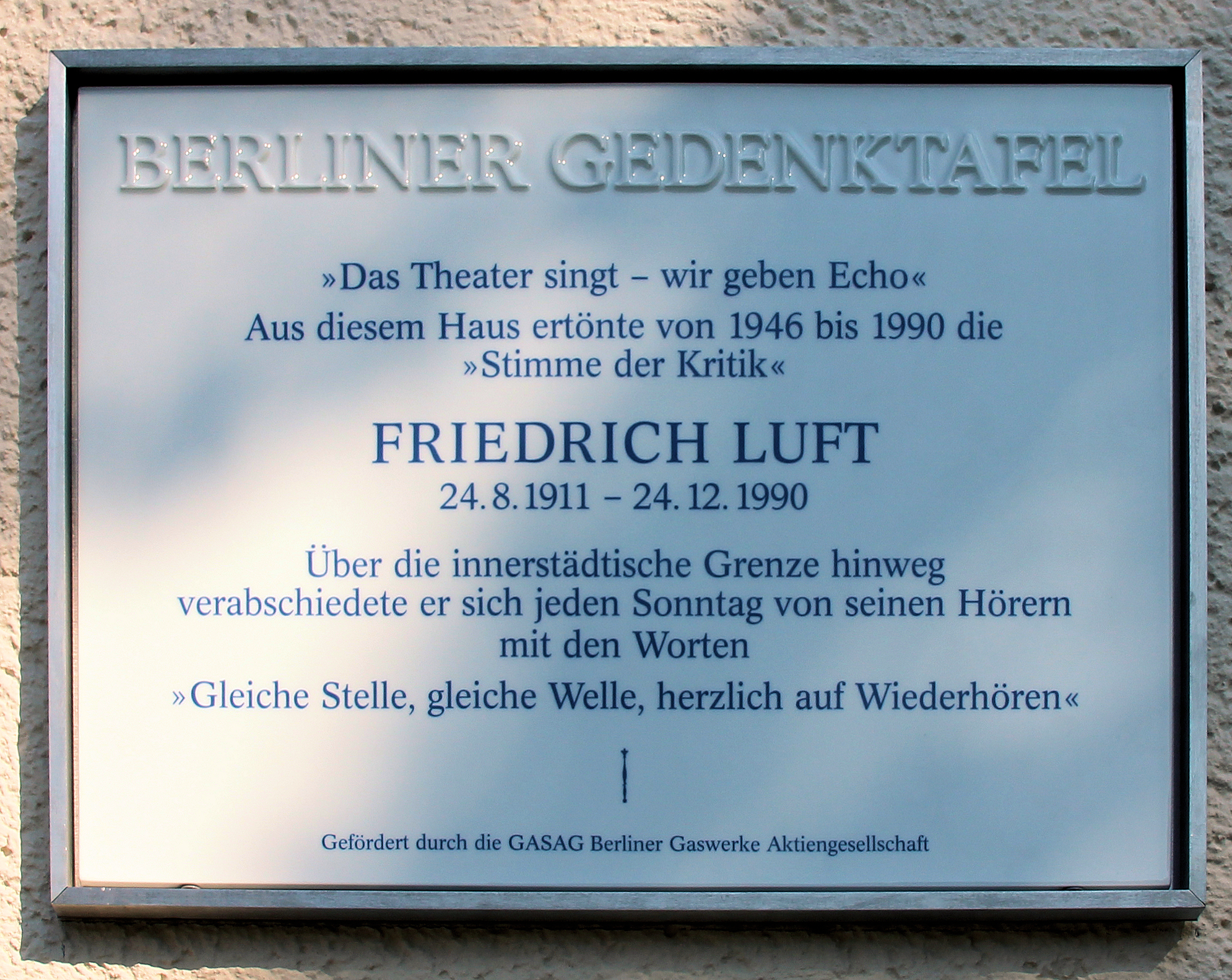
Berliner Gedenktafel am ehemaligen RIAS-Gebäude, Hans-Rosenthal-Platz 1 in Schöneberg

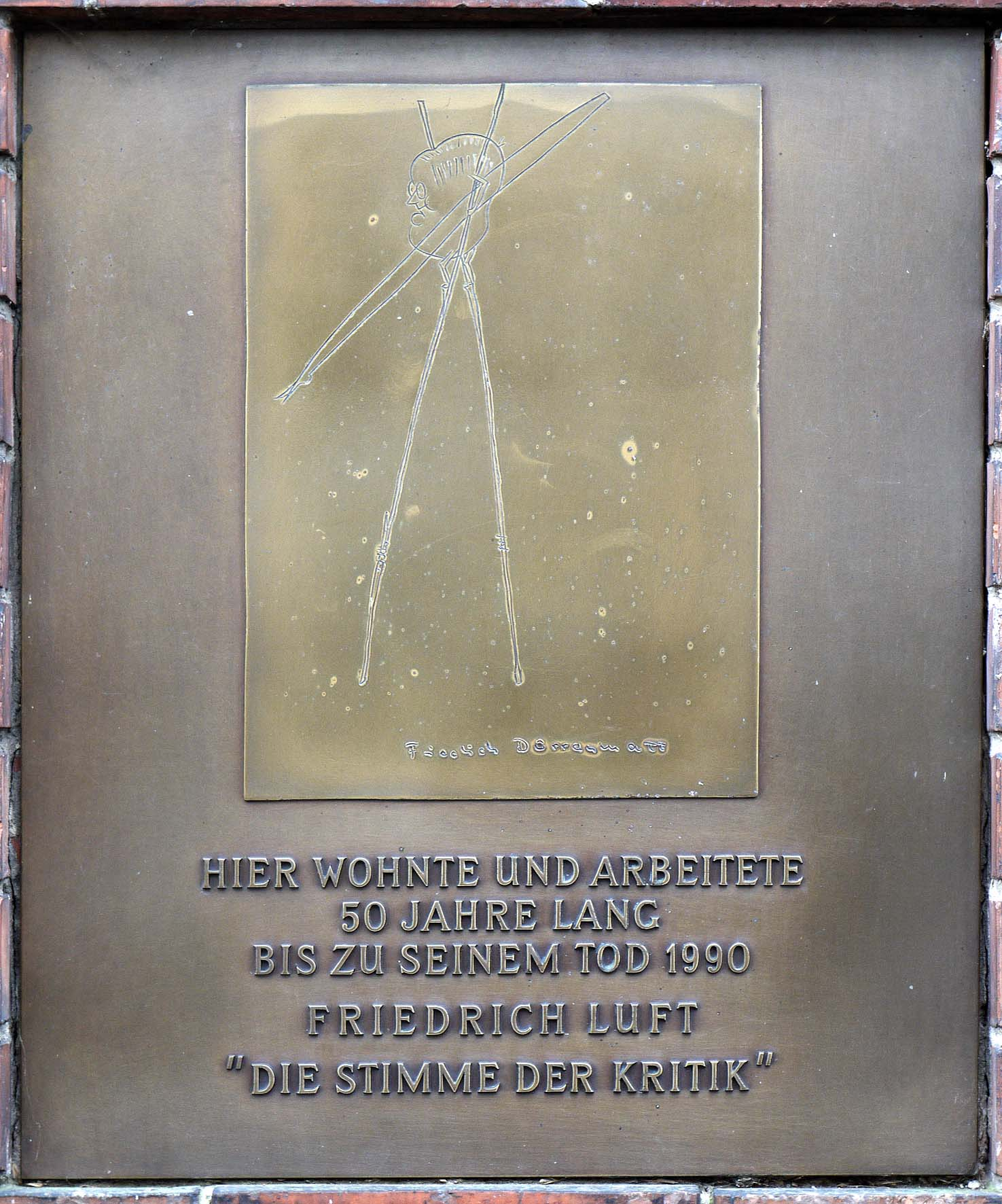
Gedenktafel am Wohnhaus von Friedrich Luft, mit Signatur der Grafik von Friedrich Dürrenmatt

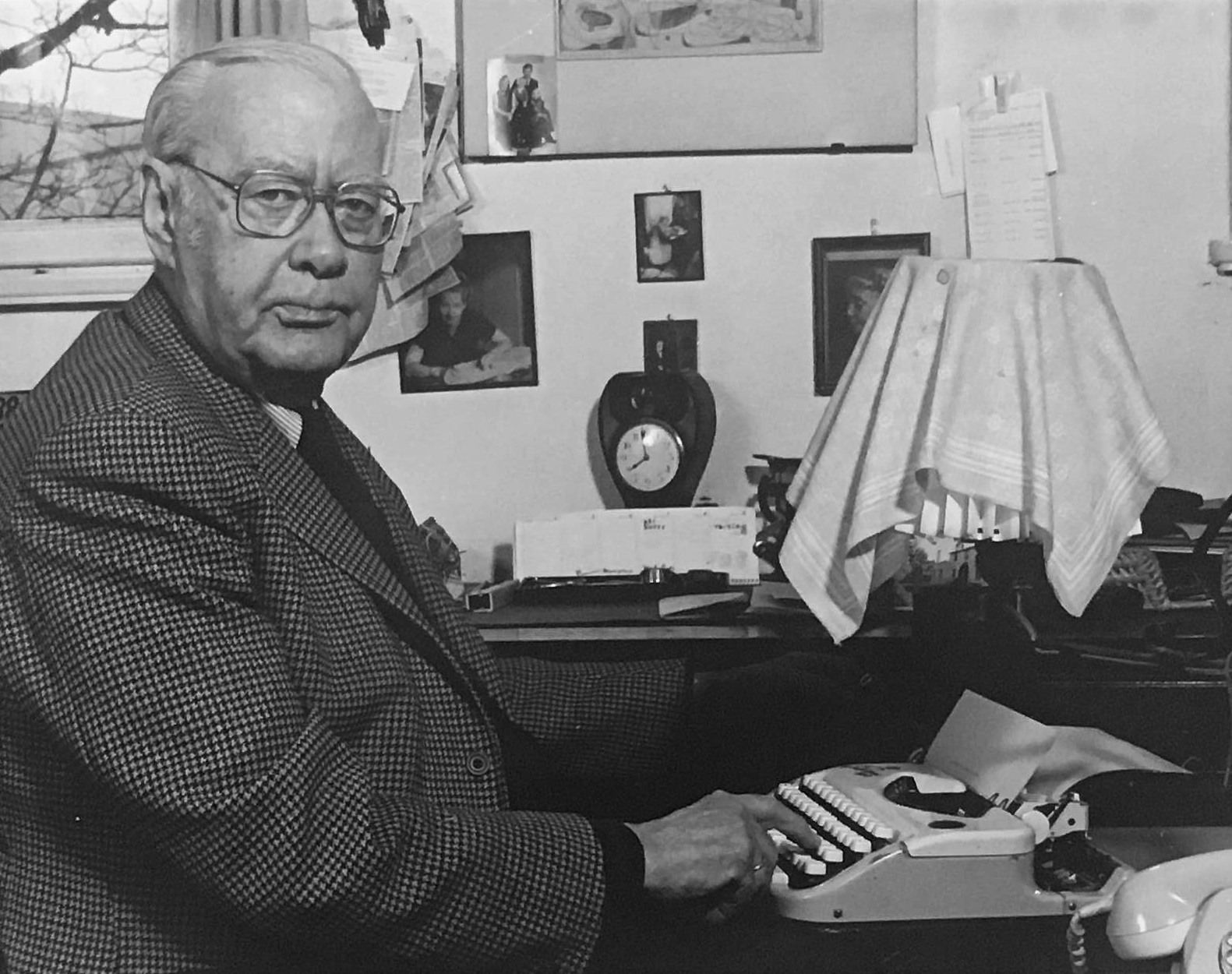
Friedrich Luft in seiner Wohnung am Nollendorfplatz, 1985

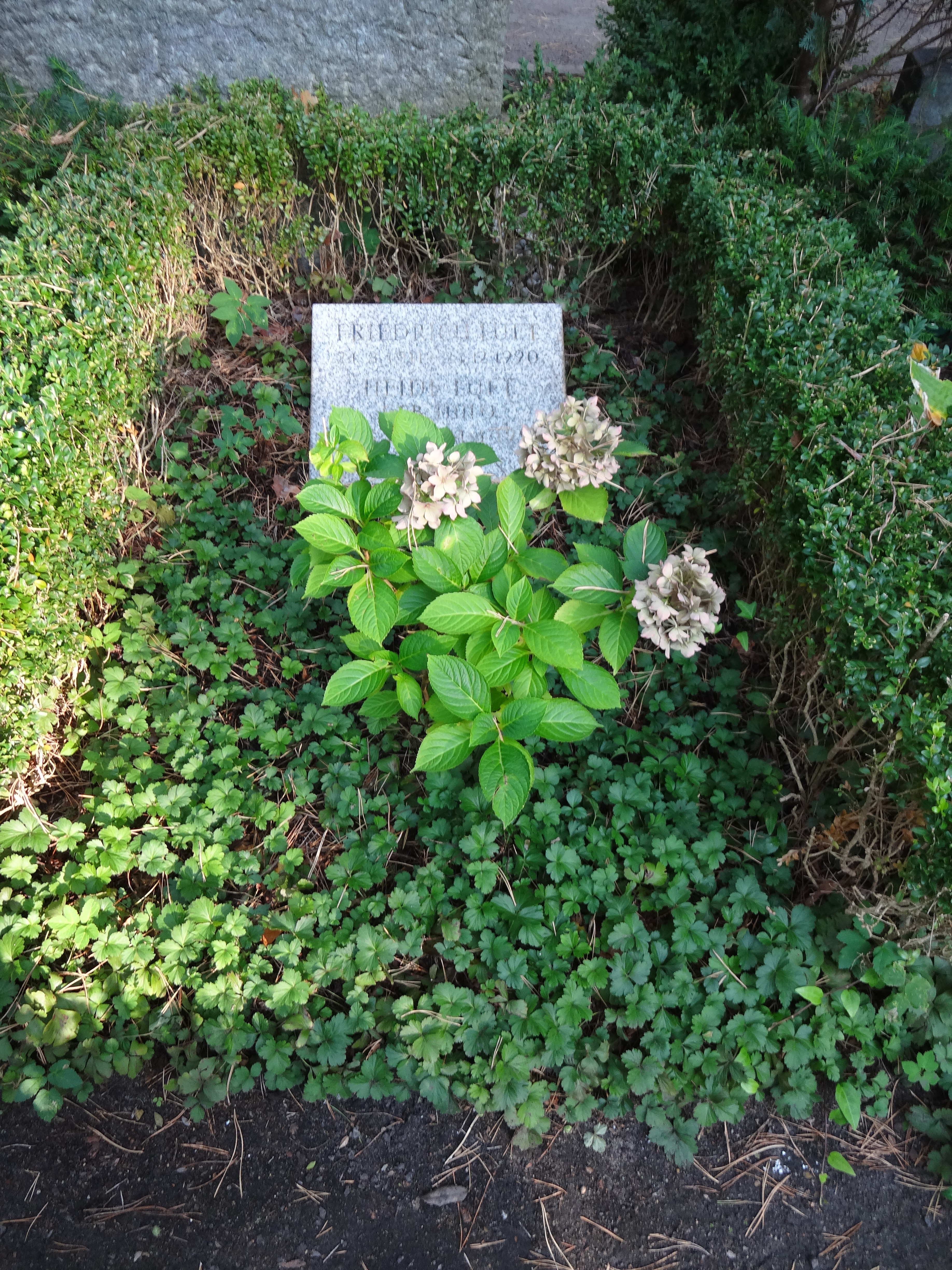
Grabstätte von Friedrich Luft

Friedrich Luft war der Sohn des deutschen Studienrates Friedrich Luft (1869–1931) und seiner schottischen Frau Mary Wilson (1876–1953). Sein älterer Bruder war der deutsch-amerikanische Physiologe und Hochschullehrer Ulrich Cameron Luft. Friedrich Luft wuchs in der Friedenauer Kaiserallee 74 (heute: Bundesallee) auf und besuchte das nahegelegene Gymnasium Friedenau am Maybachplatz (heute: Perelsplatz). Er studierte Germanistik, Anglistik und Geschichte in Berlin und Königsberg. Mit großem Interesse hörte er bei Max Herrmann die Vorlesungen über Theatergeschichte. Ab 1936 war er freier Autor. Er schrieb Feuilletons für das Berliner Tageblatt und die Deutsche Allgemeine Zeitung. Für die Heeresfilmstelle verfasste er zahlreiche Drehbücher, beispielsweise für die Filme Die Brieftaube im Einsatz und Das Pferd und die Gasmaske für das Pferd. Zudem produzierte er Texte für den Kabarettisten Werner Finck. Im Jahr 1940 heiratete er die Zeichnerin Heide Thilo. Von ihm stammen auch die Texte der im Auftrag des Propagandaministeriums hergestellten Kurzfilmserie Liese und Miese und des Dokumentarfilms Brandbomben und Entstehungsbrände (1942/1943).
Unmittelbar nach dem Zweiten Weltkrieg arbeitete er zunächst für den 1945 gegründeten Tagesspiegel. Er hatte eine Kolumne unter dem Titel Urbanus mit bis heute lesenswerten Alltagsskizzen aus der Berliner Nachkriegszeit. Diese wurden 1948 vom Suhrkamp Verlag unter dem Titel Tagesblätter von Urbanus veröffentlicht. Die 1947 von der US-amerikanischen Besatzungsmacht gegründete Neue Zeitung nahm ihn als Feuilletonchef ihrer Berliner Ausgabe in Dienst, und zwar als Theater- und Filmkritiker, bis sie 1955 ihr Erscheinen einstellte.
Im Jahr 1959 schrieb er für die Autobiografie Spiel im Dasein von Max Ophüls, dem aus Saarbrücken stammenden Theater- und Filmregisseur (Lola Montez, Briefe einer Unbekannten), das subtile 27-seitige Vorwort.
 Vor allem aber war er beim Rundfunksender RIAS die „Stimme der Kritik“ in der gleichnamigen Radiosendung. Jeden Sonntagmittag, von der Erstsendung am 9. Februar 1946 – damals noch im DIAS (Drahtfunk im Amerikanischen Sektor) – bis zum 28. Oktober 1990 kurz vor seinem Tod, sprach er in dieser Funktion über Berliner Theaterpremieren der jeweils zurückliegenden Woche. Als häufiger Besucher von Theater-Aufführungen im Ostteil Berlins lieferte er dabei auch sehr unvoreingenommene Kritiken zu Stücken des Deutschen Theaters, des Berliner Ensembles oder des Maxim Gorki Theaters. Den Ostberliner Zuhörern der "Stimme der Kritik" gab er damit die seltene Gelegenheit, ihre eigene Sicht auf die Stücke mit denen eines bürgerlich sozialisierten, von allen Ideologien freien Theater-Fachmannes zu vergleichen. Bertolt Brechts Stück „Herr Puntila und sein Knecht Matti“ am Berliner Ensemble bezeichnete er als Sensation: „Diese Aufführung, meisterlich im Detail, kühn in der Konzeption, ist ein Höhepunkt.“
Als rhetorische Eigenheiten galten sein schnelles und teilweise atemlos abgehackt wirkendes Sprechen, eine bisweilen drastische Ausdrucksweise verbunden mit barocken Schnörkeln wie auch die gleiche, immer wiederkehrende Verabschiedungsformel von den Hörern:

„Wir sprechen uns wieder, in einer Woche. Wie immer – gleiche Zeit, gleiche Stelle, gleiche Welle. Ihr Friedrich Luft.“

Daneben bat er, zwischen 1962 und 1969, in der ARD/SFB-Fernsehsendung Das Profil: Zu Gast bei Friedrich Luft namhafte Gäste von Bühne und Film zum Gespräch.
Außerdem verfasste er Beiträge für die Süddeutsche Zeitung und Die Welt. Von Luft stammten darüber hinaus das deutsche Dialogbuch für den Zeichentrickfilm Pinocchio von Walt Disney sowie für den David-Lean-Klassiker Die Brücke am Kwai aus dem Jahr 1957.
Friedrich Luft sprach fließend Englisch. Er wohnte und arbeitete 50 Jahre lang bis zu seinem Tode nahe dem Nollendorfplatz in der Schöneberger Maienstraße 4. Dort erinnert eine Gedenktafel an den in Berlin seinerzeit sehr beliebten Kritiker. Luft wurde auf dem Waldfriedhof Dahlem beigesetzt. Die gemeinsame Grabstätte mit seiner Frau Heide, die als Grafikerin und Illustratorin tätig war, befindet sich in der Abt. 8U-43. Sein Grab ist als Ehrengrab der Stadt Berlin gewidmet.
Im Jahr 1991 wurde in der Akademie der Künste das „Friedrich-Luft-Archiv“ eingerichtet. Es enthält Manuskripte der Kritiken seiner Rundfunksendung Stimme der Kritik sowie eine Sammlung von Lufts Zeitungskritiken und Glossen aus den Jahren 1945 bis 1990, seine Bibliothek und ein Tonbandarchiv mit Mitschnitten seiner Rundfunksendungen aus den Beständen des RIAS.
Friedrich Luft verstarb Heiligabend 1990 in Berlin mit 79 Jahren.

## Veröffentlichungen (Auswahl)
- Luftballons. 1939
- Tagesblätter von Urbanus. 1948
- Puella auf der Insel (Kinderbuch). 1949
- Quatsch in schöner Gestalt… – Vom Tiefsinn unserer Redner und Schreiber. In: Die Welt, 4. Mai 1957
- Gustaf Gründgens. Rembrandt-Verlag, Berlin 1958 (2. Auflage: 1960)
- Vom großen, schönen Schweigen (Charlie-Chaplin-Biografie). 1958
- Berliner Theater 1945–1961. Erhard Friedrich Verlag Velber bei Hannover 1961 (2. Auflage: 1962)
- Luftsprünge. 1962
- Stimme der Kritik. Velber bei Hannover 1965 (erste und zweite Auflage 1961 unter dem Titel Berliner Theater 1945–1961)
- Stimme der Kritik. Theaterereignisse seit 1965, Stuttgart 1979.
- Die Stimme der Kritik. Gespräch mit Hans-Christoph Knebusch. In der Reihe Zeugen des Jahrhunderts, 1991.

## Hörspiele (Auswahl)
- 1953: Karl Farkas: Bei Kerzenlicht – Bearbeitung (Wort): Curth Flatow, Komposition: Robert Katscher, Bearbeitung (Musik): Heinrich Riethmüller, Regie: Rolf Kutschera (Theatermitschnitt – RIAS Berlin)
- 1953: Franz von Schönthan und Paul von Schönthan: Der Raub der Sabinerinnen (Moderator) – Bearbeitung (Wort): Friedrich Luft, Regie: Willi Sämann; Hanns Korngiebel (Theatermitschnitt – RIAS Berlin)

## Fernsehen
- 1962–1969: Das Profil: Zu Gast bei Friedrich Luft (ARD/SFB, 34 Folgen)[6]

## Ehrungen
- 1978: Ricarda-Huch-Preis
- Seit 1992 verleiht die Berliner Morgenpost den „Friedrich-Luft-Preis“. Dieser – derzeit mit 7500 Euro dotierte – Preis würdigt jährlich die beste Berliner Theateraufführung.[7]